# Brian Horrocks
El tinent general Sir Brian Gwynne Horrocks KCB, KBE, DSO, MC va ser un oficial de l'exèrcit britànic. És principalment recordat com a comandant del XXX Cos Britànic durant l'Operació Horta (Market Garden), a més d'altres participacions durant la Segona Guerra Mundial. També va servir a la I Guerra Mundial i a la Guerra Civil Russa, i fou presoner de guerra en dues ocasions. Va participar en els Jocs Olímpics de París 1924. Posteriorment va exercir de presentador de televisió, va escriure diversos llibres d'història militar i va ser Bastó Negre a la Cambra dels Lords durant 14 anys.
El 1940, Horrocks comandava un batalló durant la batalla de França, sent allà la primera vegada que serviria sota Bernard Montgomery, el comandant britànic més famós de la guerra. Montgomery posteriorment assenyalaria a Horrocks com un dels seus oficials més capaços, nomenant-lo per comandant de cossos tant a les campanyes del nord d'Àfrica com a Europa. El 1943, Horrocks va resultar greument ferit, i li va costar un any recuperar-se abans de tornar a comandar un cos a Europa; aquest període d'inactivitat li va fer patir un retard en la promoció, car mentrestant els seus companys comandants de cossos al nord d'Àfrica passarien a comandar exèrcits. Les ferides de Horrocks li causaren posteriors problemes de salut, obligant-lo a retirar-se de l'exèrcit un cop havia acabat la guerra.
Ja des de 1945 hom l'ha considerat com un dels comandants britànics de més èxit de la guerra, així com el "beau ideal d'un comandant de cos". Dwight D. Eisenhower l'anomenà el general britànic més destacat sota Montgomery.

## Biografia
Horrocks va ser l'únic fill del Coronel Sir William Horrocks, metge del Reial Cos Mèdic de l'Exèrcit. Educat a la Uppingham School, una escola pública anglesa, ingressà a la Reial Acadèmia Militar de Sandhurst el 1913. El seu resultat va ser el 6è més baix dels 167 alumnes que van ser acceptats per a cadets (i això que tenia un bonus de 200 punts d'un certificat del Cos d'Entrenament d'Oficials. Un alumne gens brillant, no va poder rebre el despatx d'oficial fins a l'esclat de la I Guerra Mundial.
El 8 d'agost de 1914 va ser destinat al 1r Batalló del Regiment Middlesex, i el Tinent de 2a Horrocks s'uní al Cos Expedicionari Britànic mentre que es retiraven després del seu baptisme de foc a la batalla de Mons. El 21 d'octubre, a la Batalla d'Armentières, la seva secció va quedar envoltada, i Horrocks va resultar ferit i va ser capturat. Empresonat a un hospital militar, va ser repetidament interrogat pels seus captors alemanys, que creien que els britànics estaven fent servir bales explosives, contravenint la Convenció de la Haia de 1899. Els guardians de Horrocks van rebutjar canviar-li la roba o els llençols, negant-li les comoditats bàsiques ofertes a un oficial. A més va perdre temporalment l'ús de les cames, veient-se obligat a arrossegar-se fins al lavabo, la qual cosa li ocasionà diverses ferides que se li van infectar. No obstant això, les condicions van millorar després que li fossin retirats els càrrecs, sent enviat a un camp de presoners de guerra. De camí cap al camp, Horrocks va fer-se amic amb el seu escorta alemany (ell ho atribuí al respecte mutu que es tenien les tropes del front). Va ser promogut a tinent el 18 de desembre de 1914, tot i estar en mans enemigues, i intentà evadir-se en diverses ocasions, arribant en una ocasió a només 500 metres de la frontera neerlandesa abans de ser capturat de nou. Va ser enviat a un camp per oficials russos, amb l'esperança de què allà la barrera del llenguatge li privaria d'intentar escapar de nou. Allà, Horrocks aprofità el temps per aprendre l'idioma rus (anys després, mentre treballava a la Cambra dels Comuns, va sorprendre a Nikita Khrusxov i a Nikolai Bulganin saludant-los en la seva pròpia llengua). La seva resistència en captivitat li atorgaria una Creu Militar, concedida el 1920 amb data 5 de maig de 1919.
Repatriat al final de la guerra, Horrocks va tenir dificultats en adaptar-se a la rutina del temps de pau (en sis setmanes es gastà el sou acumulat de 4 anys). Però tornà al servei actiu el 1919, quan l'Oficina de Guerra demanà voluntaris que sabessin parlar rus.

### Període d'entreguerres

#### Rússia
El 1919, Horrocks va ser destinat a Rússia formant part de la Intervenció aliada a la Guerra Civil Russa. Després de desembarcar a Vladivostok el 19 d'abril, va ser enviat al quarter general britànic. L'Exèrcit Blanc, comandat per l'Almirall Koltxak, amb l'ajut de presoners alliberats de la Legió Txeca, havia fet fora de Sibèria l'Exèrcit Roig. Però les tropes txeques tornaven cap a casa, i el contingent militar britànic estava intentant urgentment substituir-los amb russos. Per aconseguir-ho, els britànics només tenien dos batallons d'infanteria i dos petites missions administratives, una encarregada de l'entrenament i d'armar als russos amb excedents d'equipament britànics, i l'altra encarregada de la millora de les comunicacions de l'Exèrcit Blanc.

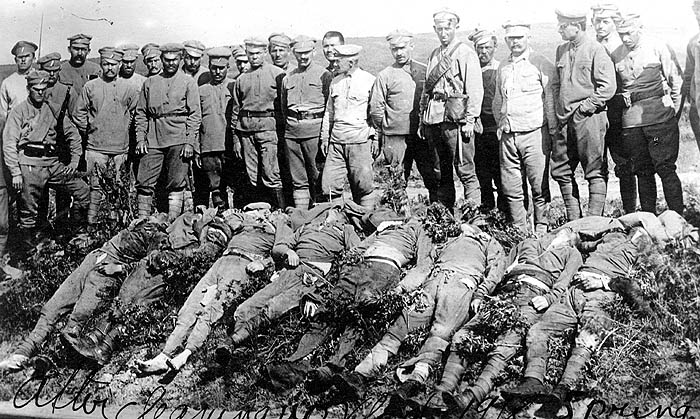
Russos blancs posen juntament amb cadàvers de soldats de l'Exèrcit Roig morts prop de Vladivostok

La primera missió de Horrocks, juntament amb un grup de 13 oficials britànics i 30 homes més d'altres rangs, va ser protegir un tren amb 27 vagons de munició per a l'Exèrcit Blanc a Omsk, a través de gairebé 5.000 km del Transsiberià. El viatge durà més d'un mes, i com que Horrocks era l'únic que parlava un rus fluid, va haver de fer front a totes les dificultats que van trobar durant el viatge. A totes les estacions va haver de discutir amb els caps d'estació que intentaven adquirir els cotxes. Mentre que es trobaven aturats a Manchuli, els oficials britànics van veure com la seva presència provocava un duel entre dos oficials cosacs. Horrocks acceptà la invitació per actuar com a segon d'un d'ells, i aquest va ser arrestat abans que el duel tingués lloc. No obstant això, aconseguí arreglar la situació abans del judici, afirmant que els seus errors en el rus havien estat la causa d'un malentès. El tren finalment arribà a Omsk el 20 de maig, amb la càrrega sencera.
El seu següent destí va ser a Iekaterinburg, als Urals, on va ser nomenat segon al comandament d'una escola de sots-oficials adjunta a la Brigada Anglo-Russa. Va trobar aquest càrrec frustrant, arribant a l'extrem de pidolar els subministraments i el suport a les autoritats de l'Exèrcit Blanc. Malgrat això, adquirí una gran admiració cap al soldat rus.
Tot i que les forces britàniques es retirarien poc després, Horrocks i un altre oficial, George Hayes, van romandre a Rússia com a consellers del 1r Exèrcit Siberià. L'Exèrcit Blanc es trobava en plena retirada, i Horrocks se'ls uní mentre que es retiraven cap a Vladivostok, a 5.000 kilòmetres. Va ser capturat per l'Exèrcit Roig el 7 de gener de 1919 a Krasnoiarsk, va passar 10 mesos com a presoner de guerra i va patir el tifus. El govern britànic negocià un alliberament de presoners, i Horrocks abandonà Rússia el 29 d'octubre, tornant a Anglaterra a bord del creuer de la Royal Navy HMS Delhi.

#### De tornada a Anglaterra
Horrocks tornà al seu regiment, en aquells moments destinat a Alemanya amb l'Exèrcit Britànic del Rin, per anar després cap a Irlanda, participant en la Guerra Angloirlandesa. Entre els seus deures s'incloïen la recerca d'armes i els combats en emboscades, la qual cosa originà que ho anomenés la forma més incòmoda de fer la guerra. Prosseguí una breu estança a Silèsia, per arbitrar en les disputes entre les poblacions alemanyes i poloneses.
Quan retornà a Gran Bretanya, Horrocks començà a practicar el pentatló modern. Va participar amb èxit en diverses competicions militars, sent seleccionat per formar part de l'equip olímpic britànic pels Jocs Olímpics de París 1924, on finalitzà el 20è de 38 participants. Horrocks passà la resta del temps dels anys d'entreguerres en diversos destins, sent adjunt del 9è Batalló del Regiment Middlesex de l'Exèrcit Territorial (1926-1930); estudiant a l'Acadèmia d'Estat Major de Camberley (1931-32); a l'Estat Major de l'Oficina de Guerra (1934-36), Major de Brigada de la 5a Brigada d'Infanteria (1936-38) i instructor a l'Acadèmia d'Estat Major. El període a l'Exèrcit Territorial, que Horrocks considerà com un dels seus períodes més feliços, li proveí d'experiència per tractar amb soldats civils, que li seria de gran profit durant la Segona Guerra Mundial. Va rebre una llicència el 1935, sent promogut a major el 1936 i amb llicència de tinent coronel el 1937.
El 1928, Horrocks es casà amb Nancy Kitchin, filla d'un arquitecte del Gabinet del Govern Local. Van tenir una filla, Gillian, que es va ofegar el 1979 mentre nedava al riu Tàmesi

### La Segona Guerra Mundial
En el moment de l'esclat de la II Guerra Mundial, Horrocks estava exercint d'instructor a l'Acadèmia d'Estat Major, on portava des de 1938. Després d'organitzar un nou curs abreujat d'oficial al desembre de 1939, va ser promogut definitivament a tinent coronel. Al maig de 1940, va ser destinat a França per comandar el 2n Batalló del Regiment de Middlesex, un batalló de metralladores directament subordinat al quarter general de la 3a Divisió d'Infanteria del Major General Bernard Montgomery. La doctrina britànica d'aquells moments feia que les metralladores pesades quedessin sota el comandament directe del cos o de la divisió, més que no pas com una part orgànica de formacions subordinades. S'uní al batalló durant la seva retirada fins a Dunkerque, i després de només 17 dies d'estança ja havia impressionat suficientment als seus superiors com perquè li atorguessin el rang temporal de brigadier i el comandament de l'11a Brigada d'Infanteria. L'anterior comandant de la brigada, Kenneth Anderson, va ser promogut a Major General durant l'evacuació, quan el general Brooke, comandant del II Cos va haver de tornar al Regne Unit i Montgomery prengué el comandament del cos. Quan Horrocks retornà a Gran Bretanya, se li atorgà el comandament de la 9a Brigada d'Infanteria, sent destinat a la defensa contra una possible invasió alemanya. Va seguir una breu estança com a Brigadier a l'Estat Major General del Comandament Occidental, abans de la promoció a Major General provisional i el comandament de la 44a Divisió d'Infanteria Home Counties el 25 de juny de 1941. A més, va ser promogut de manera definitiva a Coronel el 28 de maig de 1941 (amb antiguitat de l'1 de juliol de 1940).
El 1942, Horrocks va rebre el comandament de la recentment formada 9a Divisió Blindada britànica, ascendint de manera interina al rang de major general el 27 de juny. Horrocks, un soldat d'infanteria sense cap mena d'experiència en cavalleria, va ser una tria gens usual per a comandar una divisió blindada. Entrenà durament a la divisió, organitzant diversos exercicis per millorar l'efectivitat de les seves tropes, així com per familiaritzar-se ell mateix amb la Guerra mecanitzada. Tot i no haver comandat mai tota una divisió en batallà, va ser promogut a tinent general interí i enviat a Egipte per comandar el XIII Cos Britànic, pertanyent al 8è Exèrcit del tinent general Montgomery. El General Harold Alexander i el tinent general Montgomery havien decidit fer neteja quan van substituir al General Claude Auchinleck com a Comandant de l'Orient Mitjà i Comandant del 8è Exèrcit respectivament. Els oficials dels quals es percebia que havien fracassat durant l'anterior mandat van ser rellevats, i Montgomery es portà als comandants que coneixia i en els que hi confiava. Entre aquests es trobava Horrocks, un oficials el qual Montgomery creia que era exactament el que es necessita per la tasca que se'n presenta

#### El nord d'Àfrica
En arribar al nord d'Àfrica, el cos de Horrocs va rebre l'ordre de defensar el pas d'Alam el Halfa de l'esperat atac de l'Afrika Korps. Preocupat per les moltes baixes que podria ocasionar l'ofensiva d'El Alamein, Montgomery ordenà a Horrocks perquè repel·lís l'atac de les forces de Rommel sense tenir unes baixes injustificades en el procés. Horrocks preparà una batalla defensiva, amb els seus blindats enfonsats pel pas. Quan els alemanys van atacar el 30 d'agost no van tenir èxit en portar els tancs britànics cap als seus canons de 88 mm, una tàctica que anteriorment havien practicat amb gran èxit; i en canvi es van veure batuts tant per l'artilleria com per la Força Aèria del Desert. La batalla finalitzà amb els alemanys controlant el turó d'Himeihat, però amb un gran cost, i amb les forces aliades incapaces d'intentar reconquerir-lo després d'un atac fracassat de la 2a Divisió neozelandesa. L'èxit defensiu de l'exèrcit aixecà la moral, i Horrocks va rebre l'elogi del seu subordinat, Brigadier Roberts, per la seva confiança inspiradora i pel seu entusiasme allà on va. Montgomery també es mostrà satisfet, afirmant que  (Horrocks) es mereix un gran crèdit per les seves accions aquell dia.
Es va oferir a Horrocks el comandament del X Cos, un cos blindat, pels plans de la batalla de l'Alamein, però va refusar-ho, creient que el Major General Herbert Lumsden, un oficial de cavalleria, seria una tria més apropiada per a la tasca. En canvi, continuà amb el comandament del XIII Cos, encarregant-se-li que fes una finta al sud per despistar les forces de l'Eix, mentre que l'amenaça principal provenia dels Cossos XXX i X al nord. Montgomery digué a Horrocks que no perdés tancs i, per tant, les operacions ofensives del XIII Cos van quedar limitades a atacs a petita escala. Després de la victòria a El Alamein, el Cos de Horrocks va ser destinat a la reserva, sent reduït de mida mentre que la resta del 8è Exèrcit es llançava a la persecució de les tropes de l'Eix retirant-se. En aquells moments, l'única formació sota el seu comandament va ser una unitat que netejava el camp de batalla. Però al desembre finalment va ser nomenat comandant del X Cos, el principal cos a l'avanç del 8è Exèrcit, després de la dimissió de Lumsden per la seva pobre actuació en la persecució. El 31 de desembre de 1942, Horrocks va ser nomenat Company de l'Orde del Servei Distingit.
Després de la caiguda de Trípoli el gener de 1943, les restes de les forces de l'Eix es van retirar fins a defenses preparades al sud de Tunísia, davant de la Línia Mareth, construïda per França abans de la guerra. Allà, al març, Horrocks portà a terme una de les seves accions amb més èxit: el seu Cos, compost per la 1a Divisió Blindada, una brigada de la França Lliure i el Cos neozelandès (que incloïa la 2a Divisió neozelandesa i la 8a Brigada Blindada britànica) va prendre part a l'Operació Supercharge, després que el XXX Cos fracassà en l'intent de trencar les línies alemanyes. Horrocks portà a terme una maniobra de flanqueig a través d'un pas que els alemanys jutjaven com a impenetrable, convertint la posició de Mareth en insostenible i forçant les tropes de l'Eix a una nova retirada. 3 divisions italianes van ser destruïdes, i la 15a Panzer, 21a Panzer i la 164a Divisió d'Infanteria alemanyes van quedar molt danyades. Horrocks va ser transferit al 1r Exèrcit per fer-se càrrec del IX Cos, després que el seu anterior comandant, John Crocker, fos ferit en un accident en un entrenament. Abandonà el seu cos en l'ofensiva final aliada a Tunísia durant abril i maig de 1943, capturant Tunis i acceptant la rendició de les restes del Grup d'Exèrcits Àfrica de Rommel. El 24 de juny va ser mencionat als Despatxos per primera vegada i, pel seu servei a Tunísia va ser nomenat Company de l'Orde del Bany el 5 d'agost. A més se li atorgà el rang temporal de tinent general.
Al juny de 1943, Horrocks va patir greus ferides durant un atac aeri a Bizerte, mentre observava un assaig pels desembarcaments de Salerno. Els projectils d'un caça alemany van perforar-li l'estómac, els pulmons i els intestins. Va haver de sotmetre's a 5 operacions i passar 14 mesos de recuperació. Aquestes ferides li causarien dolors tota la resta de la seva vida, i els continuats problemes de salut farien que es retirés prematurament del servei actiu.

#### Europa
Va haver de passar tot un any sencer abans que Horrocks estigués suficientment recuperat per dir-li al General Alan Brooke, Cap de l'Estat Major Imperial General que estava molt ansiós per tornar a comandar un altre cos. Retornat al seu rang de Tinent General a l'agost de 1944, va ser enviat a França per assumir el comandament del XXX Cos per acabar de destruir el XVII Exèrcit i el 5è Exèrcit Panzer alemanys a la Bossa de Falaise. Montgomery havia quedat molt decebut amb l'actuació del cos i del seu comandant, Gerard Bucknall, des del desembarcament de Normandia. Horrocks mantingué el control del XXX Cos durant l'avanç a través de Bèlgica, va alliberar Brussel·les i va continuar la seva bretxa fins a 400 km més enllà en només sis dies.
L'arribada de subministrament, això no obstant, era una preocupació constant, car la majoria dels ports marítims francesos encara estaven en mans alemanyes. Les línies de subministrament aliades cada vegada es trobaven més lluny de les platges de Normandia. El 21è Grup d'Exèrcits de Montgomery es trobava a gairebé 500 km dels ports (el doble del previst pels planificadors de la logística), i el XXX Cos va ser dirigit cap a Anvers per assegurar el seu port. La ciutat i el port van caure en mans de l'11a Divisió Blindada a inicis de setembre, però Montgomery aturà el cos al nord de la ciutat perquè no es quedés sense subministrament, i la part nord del canal Albert quedà en mans enemigues. Horrocks lamentà aquesta decisió després de la guerra, car creia que el seu cos encara hagués pogut avançar 150 km més amb el combustible disponible. De més, els Aliats desconeixien en aquells moments que només hi havia una sola divisió alemanya davant del XXX Cos. La pausa va permetre reagrupar-se als alemanys al voltant del riu Escalda, i quan els Aliats reprengueren l'avanç, el 1r Exèrcit Paracaigudista del General Student havia arribat a la zona i havia establert unes poderoses posicions defensives al costat oposat del canal. La tasca de trencar aquella poderosa línia alemanya, que s'estenia entre Anvers i el Mar del Nord a través del riu Escalda, cauria sobre el 1r Exèrcit Canadenc en la llarga i costosa batalla de l'Escalda, que s'estendria durant tot un mes. A mitjans de setembre, el XXX Cos tornà a modificar la seva orientació, i va dirigir-se aquest cop cap a l'est.
El Mariscal Montgomery va preparar el seu ambiciós pla per travessar el Rin i endinsar-se al cor industrial alemany, amb nom clau Operació Horta (Market Garden), durant el mes de setembre, el que era una prioritat per al 21è Grup d'Exèrcits. El XXX Cos de Horrocks havia d'encapçalar l'assalt terrestre i llançar-se per un corredor format per les tropes aerotransportades fins a enllaçar amb la 1a Divisió Aerotransportada britànica a la ciutat neerlandessa d'Arnhem en només 4 dies. El XXX Cos mai no va arribar, i el 21 de setembre, després de sostenir durant cinc dies la seva posició, gairebé tres quarts de la divisió havien estat capturades o destruïdes. Les anàlisis de postguerra estan dividides. Algunes van senyalar una manca d'urgència per part dels homes de Horrocks, mentre que d'altres adverteixen que les defenses alemanyes a la zona van ser totalment subestimades per la intel·ligència del Primer Exèrcit Aerotransportat Aliat: va ser pràcticament important l'error d'identificar les restes de dues divisions Panzer SS, que després de Normandia havien estat enviades a la zona d'Arnhem per a descansar, com unes unitats d'infanteria i entre 50 i 100 tancs. Diversos contraatacs del Grup d'Exèrcits B, a les ordres de Mariscal Model van mantenir diverses unitats de Horrocks a la defensiva, en retardar el seu avanç i en forçar els britànics a aturar-se i a assegurar els seus flancs. El terreny sobre el qual els homes de Horrocks havien d'avançar era difícil, el que restringia la punta de llança (la Divisió Blindada de Guàrdies) a una carretera estreta amb un terreny tou o inundat. A més, el pont de Nimega, a només 13 km d'Arnhem, no havia estat capturat pel 508è Regiment d'Infanteria Paracaigudista el primer dia com estava planejat. El XXX Cos va haver d'ajudar-los en la seva captura a la seva arribada a Nimega dos dies després. Amb tot, Horrocks no va ser culpat pel fracàs de l'operació; de fet, durant tot aquell període, la 82a Divisió Aerotransportada del General James Gavin va estar sota el comandament de Horrocks, i posteriorment, Gavin escriuria:
| « | Realment era un general únic i les seves qualitats de lideratge eren majors del que jo havia vist. En lectures a l'Acadèmia de Servei em vaig adonar que el General Horrocks era el millor general que em vaig trobar durant la guerra, i el millor comandant de cos | » |

A inicis de 1945, el XXX Cos participà en l'Operació Veritable, durant la qual la Wehrmacht va haver de recular darrere del Rin. El cos emprà foc artiller de manera massiva (en aquells moments, el XXX Cos tenia 1.050 peces artilleres, 114 canons antiaeris Bofors, 80 morters, 60 tancs Sherman, 24 canons de 17 liures i unes 188 metralladores), i durant un breu període estava format per 9 divisions. Abans de l'operació, Horrocks acceptà un oferiment per fer servir el Comandament de Bombarders de la RAF per a atacar la ciutat de Kleve i donar suport a l'avanç de la 15a Divisió Escocesa. Els bombarders van deixar caure 1.406 tones de bombes d'alt explosiu que van devastar la ciutat. Horrocks posteriorment va dir que havia estat la decisió més terrible que he pres en tota la meva vida i que se sentia físicament malalt quan veia els bombarders. L'Operació Veritable va ser un èxit; el XXX Cos s'introduí a Alemanya i conquerí la ciutat de Bremen el 26 d'abril, descobrí el Stalag X-B, un camp de concentració al municipi de Sandbostel. El cos havia arribat fins a Cuxhaven al final de les hostilitats.
Horrocks rebé dues mencions als despatxos pel seu servei al nord-oest d'Europa (el 22 de març i el 9 d'agost), va ser nomenat Comandant de l'Orde de l'Imperi Britànic el 5 de juliol. A més dels honors del seu país, va ser honrat pels governs de Bèlgica (Gran Oficial de l'Orde de la Corona i Creu de Guerra 1940 amb Palma), França (Comandant de la Legió d'Honor i Creu de Guerra), els Països Baixos (Gran Oficial de l'Orde d'Orange-Nassau), Grècia (Comandant de l'Orde de Jordi I i els Estats Units (Legionari de la Legió del Mèrit)

### Després de la guerra
Horrocks continuà servint a les forces armades i va ser promocionat Tinent General el 1946, amb antiguitat de 29 de desembre de 1944. Durant un breu temps comandà l'Exèrcit Britànic del Rin, fins que se'l declarà invàlid pel servei actiu pels dolors causats per les ferides rebudes al Nord d'Àfrica. Promocionat Cavaller Comandant de l'Orde del Bany pels Honors de l'Aniversari del Rei d'aquell any, serví com a Coronel Honorífic d'una unitat de l'Artilleria Reial de l'Exèrcit Territorial. El 1949 va ser nomenat Senyor Uixer del Bastó Negre, un càrrec tradicionalment ocupat per oficials retirats; sent confirmat al càrrec després de la pujada al tron d'Elisabet II el 1952.
Horrocks es mostrà interessat a escriure i va redactar diversos articles sobre assumptes militars en diaris i revistes, inclos el Picture Post i el The Sunday Times. També tingué una curta carrera com presentador de diversos programes de televisió, als quals tingué un èxit considerable, com Men in Battle o Epic Battle, produïts per Huw Wheldon. En aquests programes, Horrocks parlava sobre grans batalles històriques, amb gran excitació i interès per fer que interessessin a la major audiència possible. Va ser entrevistat per la sèrie The World at War de Thames Television, i aparegué (tot i la vergonya que li provocà) a la portada de la revista de la BBC Radio Times. Un cop finalitzada la seva carrera a la televisió, passà a l'empresa privada i continuà escrivint. Contribuí amb una columna al "The Sunday Times" i edità una sèrie històrica sobre regiments de l'Exèrcit Britànic. El 1960 publicà la seva autobiografia, A Full Life, i el 1977 col·laborà en la redacció de Corps Commander, un llibre sobre les seves batalles al nord-oest d'Europa.
Horrocks treballà com a consultor militar a la pel·lícula Un pont massa llunyà, basada en l'Operació Horta. L'actor Edward Fox va fer de Horrocks a la pel·lícula, i posteriorment comentaria:
| « | He gaudit de totes es meves pel·lícules, però n'he gaudit més encara d'"Un pont massa llunyà", pel personatge que havia de fer, el Tinent General Brian Horrocks. Brian llavors encara estava viu i el vaig conèixer, van fer-nos amics fins que va morir. Era una mena de general molt particular, i era important que l'interpretés correctament | » |

Horrocks va morir el 4 de gener de 1985, a l'edat de 89 anys. El servei en memòria seva, celebrat a l'Abadia de Westminster el 26 de febrer, va ser presidit per Major General Peter Gillet i pel Secretari d'Estat de la Defensa Michael Heseltine, en representació de la Reina i de la Primera Ministre respectivament. Fins a trenta regiments i diverses formacions i associacions van enviar representants al servei.

## Historial Militar i Condecoracions[1]

### Dates de Promoció
- Tinent de 2a - 08/08/1914 [5821]
- Tinent - 18/12/1914
- Capità - 01/01/1917
- Major - 25/11/1936 (llicència: 01/01/1935)
- Tinent Coronel - 07/12/1939 (llicència: 01/07/1937 - 05/10/1939-06/12/1939)
- Coronel - 28/05/1941 (antiguitat 01/07/1940)
- Brigadier - 17/06/1940-16/12/1940
- Major General - 27/06/1941-26/06/1942 (nomenament definitiu 27/08/1944, antiguitat 01/03/1944)
- Tinent General - 12/02/1946 (en funcions - 13/08/1942-12/08/1943; antiguitat 29/12/1944)

### Condecoracions
- Comandant de l'Orde del Bany – 09/06/1949

Company de l'Orde del Bany – 09/08/1943
- Comandant de l'Orde de l'Imperi Britànic – 05/07/1945
- Orde del Servei Distingit – 31/12/1942
- Creu Militar – 30/01/1920 (per escapar o intentar escapar del captiveri)
- 3 Mencions als Despatxos – 24/06/1943, 22/03/1945, 09/08/1945
- Estrella de 1914
- Medalla Britànica de la Guerra 1914-20
- Medalla de la Victòria 1914-1918
- Estrella de 1939-45
- Estrella d'Àfrica
- Estrella de França i Alemanya
- Medalla de la Guerra 1939-1945
- Gran Oficial de l'Orde d'Orange-Nassau (Països Baixos) – 17/10/1946
- Gran Oficial de l'Orde de la Corona (Bèlgica) – 16/01/1947
- Creu de Guerra 1940 amb Palma (Bèlgica) – 16/01/1947
- Comandant de la Legió d'Honor (França)
- Creu de Guerra 1939-1945 (França)
- Legionari de la Legió del Mèrit (Estats Units)
- Comandant de l'Orde de Jordi I (Grècia)